# Рюґасакі

35°55′ пн. ш. 140°11′ сх. д. / 35.917° пн. ш. 140.183° сх. д.
Рю́ґасакі (яп. 龍ケ崎市, りゅうがさきし, МФА: [ɾʲuːgasaki̥ ɕi]) — місто в Японії, в префектурі Ібаракі.

## Короткі відомості
Розташоване в південній частині префектури. Виникло на основі поселень раннього нового часу, що належали автономному уділу Сендай-хан під контролем самурайського роду Дате. Засноване 20 березня 1954 року шляхом об'єднання містечка Наресіба з селами Омія, Яхара, Наґато, Каварасіро, Кіта-Момма. Основою економіки є виробництва скла і кришталя. Традиційне ремесло — виробництво бавовни. Станом на 1 жовтня 2007 площа міста становила 78,20 км². Станом на 1 серпня 2008 населення міста становило 79 156 осіб.